# Super League de cricket 2020-2022
 (juin 2025).
Motif : Article resté en plan, sans source et sans contenu
- Archive Wikiwix
- Bing
- Cairn
- DuckDuckGo
- E. Universalis
- Gallica
- Google
- G. Books
- G. News
- G. Scholar
- Persée
- Qwant
- (zh) Baidu
- (ru) Yandex
- (wd) trouver des œuvres sur Wikidata

| 1. | Préciser le motif de la pose du bandeau. | Précisez le motif de la pose du bandeau en utilisant la syntaxe suivante : {{admissibilité à vérifier\|date=juin 2025\|motif=remplacez ce texte par le motif}}                                         |
| 2. | Informer les utilisateurs concernés.     | Pensez à avertir le créateur de l'article, par exemple, en insérant le code ci-dessous sur sa page de discussion : {{subst:avertissement admissibilité à vérifier\|Super League de cricket 2020-2022}} |

 (octobre 2020).
Si vous disposez d'ouvrages ou d'articles de référence ou si vous connaissez des sites web de qualité traitant du thème abordé ici, merci de compléter l'article en donnant les références utiles à sa vérifiabilité et en les liant à la section « Notes et références ».
 (octobre 2020).
La mise en forme du texte ne suit pas les recommandations de Wikipédia : il faut le « wikifier ».
Les points d'amélioration suivants sont les cas les plus fréquents. Le détail des points à revoir est peut-être précisé sur la page de discussion.
- Les titres sont pré-formatés par le logiciel. Ils ne sont ni en capitales, ni en gras.
- Le texte ne doit pas être écrit en capitales (les noms de famille non plus), ni en gras, ni en italique, ni en « petit »…
- Le gras n'est utilisé que pour surligner le titre de l'article dans l'introduction, une seule fois.
- L'italique est rarement utilisé : mots en langue étrangère, titres d'œuvres, noms de bateaux, etc.
- Les citations ne sont pas en italique mais en corps de texte normal. Elles sont entourées par des guillemets français : « et ».
- Les listes à puces sont à éviter, des paragraphes rédigés étant largement préférés. Les tableaux sont à réserver à la présentation de données structurées (résultats, etc.).
- Les appels de note de bas de page (petits chiffres en exposant, introduits par l'outil «  Source ») sont à placer entre la fin de phrase et le point final[comme ça].
- Les liens internes (vers d'autres articles de Wikipédia) sont à choisir avec parcimonie. Créez des liens vers des articles approfondissant le sujet. Les termes génériques sans rapport avec le sujet sont à éviter, ainsi que les répétitions de liens vers un même terme.
- Les liens externes sont à placer uniquement dans une section « Liens externes », à la fin de l'article. Ces liens sont à choisir avec parcimonie suivant les règles définies. Si un lien sert de source à l'article, son insertion dans le texte est à faire par les notes de bas de page.
- La présentation des références doit suivre les conventions bibliographiques. Il est recommandé d'utiliser les modèles {{Ouvrage}}, {{Chapitre}}, {{Article}}, {{Lien web}} et/ou {{Bibliographie}}. Le mode d'édition visuel peut mettre en forme automatiquement les références.
- Insérer une infobox (cadre d'informations à droite) n'est pas obligatoire pour parachever la mise en page.

Pour une aide détaillée, merci de consulter Aide:Wikification.
Si vous pensez que ces points ont été résolus, vous pouvez retirer ce bandeau et améliorer la mise en forme d'un autre article.
La Super League est une partie des qualifications pour la Coupe du monde de cricket de 2023. Les matchs sont des ODI.

## Participants
| Pays             | Mode de qualification               |
| ---------------- | ----------------------------------- |
| Afghanistan      | Membres à part entière              |
| Afrique du Sud   | Membres à part entière              |
| Angleterre       | Membres à part entière              |
| Antilles         | Membres à part entière              |
| Australie        | Membres à part entière              |
| Bangladesh       | Membres à part entière              |
| Inde             | Membres à part entière              |
| Irlande          | Membres à part entière              |
| Nouvelle-Zélande | Membres à part entière              |
| Pakistan         | Membres à part entière              |
| Sri Lanka        | Membres à part entière              |
| Zimbabwe         | Membres à part entière              |
| Pays-Bas         | Vainqueur de la Ligue mondiale 2017 |

## Matchs

### Tableau
| Résultats (▼dom., ►ext.)                                   |   |   |   |   |     |   |     | Irlande |   |   |   |   |     |
| Afghanistan                                                |   |   |   |   | -   |   |     | -       |   | - | - |   |     |
| Afrique du Sud                                             |   |   | - |   |     | - |     |         |   | - | - |   |     |
| Angleterre                                                 |   |   |   |   | 1-2 |   | -   | 2-1     |   | - |   | - |     |
| Antilles                                                   |   |   |   |   | -   |   |     | -       | - |   |   | - |     |
| Australie                                                  |   | - |   |   |     |   | 2-1 |         | - |   |   |   | -   |
| Bangladesh                                                 | - |   | - | - |     |   |     |         |   |   |   | - |     |
| Inde                                                       | - | - | - | - |     |   |     |         |   |   |   |   |     |
| Irlande                                                    |   | - |   |   |     | - |     |         | - |   |   |   | -   |
| Nouvelle-Zélande                                           |   |   |   |   |     | - | -   |         |   |   | - | - |     |
| Pakistan                                                   |   |   |   | - | -   |   |     |         | - |   |   |   | 2-1 |
| Pays-Bas                                                   |   |   | - | - |     |   |     | -       |   | - |   |   |     |
| Sri Lanka                                                  | - | - |   |   |     |   | -   |         |   |   |   |   | -   |
| Zimbabwe                                                   | - |   |   |   |     | - | -   |         |   |   | - |   |     |
| - Victoire à domicile - Match nul - Victoire à l'extérieur |   |   |   |   |     |   |     |         |   |   |   |   |     |

### Détail des séries
Angleterre - Irlande
| Match 1               | Angleterre | 174/4 (27.5) - 172 (44.4) | Irlande |  |
| 30 juillet 2020 15h00 |            |                           |         |  |
|                       | Rapport    |                           |         |  |

| Match 2             | Angleterre | 216/6 (32.3) - 212/9 (50) | Irlande |  |
| 1er août 2020 15h00 |            |                           |         |  |
|                     | Rapport    |                           |         |  |

| Match 3           | Angleterre | 328 (49.5) - 329/3 (49.5) | Irlande |  |
| 4 août 2020 15h00 |            |                           |         |  |
|                   | Rapport    |                           |         |  |

Angleterre - Australie
| Match 1                 | Angleterre | 275/9 (50) - 294/9 (50) | Australie |  |
| 11 septembre 2020 14h00 |            |                         |           |  |
|                         | Rapport    |                         |           |  |

| Match 2                 | Angleterre | 231/9 (50) - 207 (48.4) | Australie |  |
| 13 septembre 2020 14h00 |            |                         |           |  |
|                         | Rapport    |                         |           |  |

| Match 3                 | Angleterre | 302/7 (50) - 305/7 (48.4) | Australie |  |
| 16 septembre 2020 14h00 |            |                           |           |  |
|                         | Rapport    |                           |           |  |

Pakistan - Zimbabwe
| Match 1               | Pakistan | 281/8 (50) - 255 (49.4) | Zimbabwe |  |
| 30 octobre 2020 08h00 |          |                         |          |  |
|                       | Rapport  |                         |          |  |

| Match 2                 | Pakistan | 208/4 (35.2) - 206 (45.1) | Zimbabwe |  |
| 1er novembre 2020 08h00 |          |                           |          |  |
|                         | Rapport  |                           |          |  |

| Match 3               | Pakistan | 278/9 (50) - 278/6 (50) | Zimbabwe |  |
| 3 novembre 2020 08h00 |          |                         |          |  |
|                       | Rapport  |                         |          |  |

Australie - Inde
| Match 1                | Australie | 374/6 (50) - 308/8 (50) | Inde |  |
| 27 novembre 2020 04h40 |           |                         |      |  |
|                        | Rapport   |                         |      |  |

| Match 2                | Australie | 389/4 (50) - 338/9 (50) | Inde |  |
| 29 novembre 2020 04h40 |           |                         |      |  |
|                        | Rapport   |                         |      |  |

| Match 3               | Australie | 289 (49.3) - 302/5 (50) | Inde |  |
| 2 décembre 2020 04h40 |           |                         |      |  |
|                       | Rapport   |                         |      |  |

Bangladesh - Sri Lanka
Australie - Nouvelle Zélande
Afghanistan - Irlande
Bangladesh - Antilles
Inde - Angleterre
Nouvelle Zélande - Sri Lanka
Antilles - Sri Lanka
Inde - Afghanistan
Nouvelle Zélande - Bangladesh
Pays-Bas - Angleterre
Antilles - Australie
Zimbabwe - Bangladesh
Angleterre - Sri Lanka
Irlande - Afrique du Sud
Pays-Bas - Irlande
Angleterre - Pakistan
Sri Lanka - Afghanistan
Irlande - Zimbabwe
Afghanistan - Pakistan
Afrique du Sud - Pays-Bas
Bangladesh - Angleterre
Inde - Afrique du Sud
Pakistan - Nouvelle Zélande
Zimbabwe - Afghanistan
Pakistan  - Antilles
Afghanistan - Pays-Bas
Antilles - Irlande
Australie - Afrique du Sud
Inde - Antilles
Nouvelle Zélande - Pays-Bas
Bangladesh - Afghanistan
Pakistan - Australie
Nouvelle Zélande - Inde
Afrique du Sud - Bangladesh
Afghanistan - Australie

#### Reportés à cause du COVID-19
Irlande - Bangladesh
Sri Lanka - Afrique du Sud
Irlande - Nouvelle Zélande
Sri Lanka - Inde
Pays-Bas - Pakistan
Antilles - Nouvelle Zélande
Pays-Bas - Antilles
Australie - Zimbabwe
Zimbabwe - Inde
Zimbabwe - Pays-Bas
Afrique du Sud - Pakistan
Sri Lanka - Zimbabwe
Afrique du Sud - Angleterre

## Classement
| Rang | Équipe           | Pts | J | G | É | P | Ab | Tdf    |
| ---- | ---------------- | --- | - | - | - | - | -- | ------ |
| 1    | Australie        | 40  | 6 | 4 | 0 | 2 | 0  | 0,347  |
| 2    | Angleterre       | 30  | 6 | 3 | 0 | 3 | 0  | 0,790  |
| 3    | Pakistan         | 20  | 3 | 2 | 0 | 1 | 0  | 0,741  |
| 4    | Zimbabwe         | 10  | 3 | 1 | 0 | 2 | 0  | -0,741 |
| 5    | Irlande          | 10  | 3 | 1 | 0 | 2 | 0  | -1,749 |
| 6    | Inde             | 9-1 | 3 | 1 | 0 | 2 | 0  | -0,693 |
|      | Bangladesh       | 0   | 0 | 0 | 0 | 0 | 0  | 0      |
|      | Afghanistan      | 0   | 0 | 0 | 0 | 0 | 0  | 0      |
|      | Nouvelle-Zélande | 0   | 0 | 0 | 0 | 0 | 0  | 0      |
|      | Afrique du Sud   | 0   | 0 | 0 | 0 | 0 | 0  | 0      |
|      | Sri Lanka        | 0   | 0 | 0 | 0 | 0 | 0  | 0      |
|      | Antilles         | 0   | 0 | 0 | 0 | 0 | 0  | 0      |
|      | Pays-Bas         | 0   | 0 | 0 | 0 | 0 | 0  | 0      |

Source : https://www.icc-cricket.com/cricket-world-cup-super-league/standings
En vert, les équipes qualifiées pour la phase finale de la Coupe du monde. En orange, les équipes qualifiées pour le tournoi qualificatif et en rouge l'équipe qualifiée pour le tournoi qualificatif et qui devra y finir devant le 1er de la League 2 pour rester en Super League.